# Cocombustión
La cocombustión consiste en la combustión conjunta de dos combustibles en un mismo dispositivo. Actualmente, y ante el creciente empuje de la biomasa como fuente renovable de energía, se denomina cocombustión a la combustión de biomasa (u otro combustible alternativo) sustituyendo parte del combustible fósil original en una caldera u horno diseñada para la operación únicamente con combustible sólido fósil.

## El término cocombustión
La cocombustión (tomado de co-combustion o de co-firing  en lengua inglesa) es la combustión de dos combustibles diferentes en un mismo sistema de combustión. Los combustibles utilizados pueden ser de cualquier tipo (sólido, líquido o gaseoso) y de cualquier naturaleza (fósil, renovable o residual). Así por ejemplo, el uso de combustibles de apoyo (gas o fueloil) en calderas de carbón, es técnicamente una cocombustión. Sin embargo, en el marco tecnológico actual, con el término cocombustión no se hace referencia únicamente a la combustión conjunta de dos combustibles. Haría falta añadir que dicha combustión se realiza de manera sostenida.
Más concretamente, el interés de la cocombustión y el uso de dicho término para denominar un concepto tecnológico concreto surgieron en Estados Unidos y Europa durante los años 80, llamando cocombustión al uso de combustibles de biomasa o residuos sólidos en centrales diseñadas para uso exclusivo de carbón, reemplazando parte del combustible original. Este hecho se ha acentuado con el incremento de interés internacional por la reducción de emisión de gases de efecto invernadero (GEI) producido por el uso de combustibles fósiles. Las últimas dos décadas la investigación ha permitido el desarrollo de soluciones tecnológicas capaces de adaptar sistemas de combustión de combustibles sólidos fósiles, de manera que se pueda utilizar biomasa reemplazando parte del combustible fósil original.
De esta manera, la definición de cocombustión, no tanto etimológica, sino en cuanto al uso actual del término se refiere, podría ser la siguiente: utilización conjunta de dos combustibles, uno fósil y otro de diferente naturaleza (renovable, residual) en el sistema de combustión o caldera originalmente diseñado para combustible fósil.

## Tipos de cocombustión
El concepto de cocombustión es bastante sencillo y por lo general aplicable a toda la tipología de sistemas de combustión: plantas de producción de energía eléctrica (combustible pulverizado, lecho fluido o parrilla), plantas de producción de cemento (horno rotatorio), siderurgia (altos hornos) y sistemas de producción de energía térmica bien para industria o bien en el sector doméstico. 
Las tecnologías usualmente empleadas en cocombustión suelen diferenciarse entre las que efectúan cocombustión directa y las que realizan cocombustión indirecta. En el primer caso el combustible secundario (biomasa, por ejemplo) se introduce mediante el mismo sistema de combustión (mezclado con el combustible fósil) o de manera separada (quemadores específicos) dentro de la misma caldera u horno, realizándose el proceso de combustión conjuntamente.
En el caso de la cocombustión indirecta, la combustión no se realiza de manera conjunta. Dentro de los sistemas de cocombustión indirecta están aquellos en los que, una vez obtenidos los productos de combustión de ambos combustibles, estos se mezclan y se utilizan conjuntamente para transmitir la energía térmica a un fluido caloportador (caso de centrales térmicas o sistemas de producción de calor) o a un producto (caso de los hornos de clinker para cemento y la siderurgia). Dentro de este subtipo cabe destacar los sistemas de gasificación de biomasa, que transforman la biomasa sólida en gas combustible que se introduce en la caldera; las calderas externas, que queman la biomasa e inyectan los productos de combustión en la caldera principal de combustible fósil. Otro segundo tipo de cocombustión indirecta es aquella en la que los gases calientes producidos en la combustión de los combustibles fósiles y renovables no se entremezclan y transfieren calor a sistemas diferentes que posteriormente se integran. Sería el caso de una caldera de biomasa anexa a una caldera de carbón convencional para producción de electricidad, cuyos circuitos de gases son separados, pero cuyo circuito de fluido de potencia (agua que absorbe el calor de los gases) se encuentra interconectado.
Los sistemas de cocombustión directa presentan generalmente la ventaja de que son más sencillos y económicos que los sistemas de cocombustión indirecta. Sin embargo, también son sistemas más sensibles a la calidad del combustible, y en los que aparecen problemas de ensuciamiento, corrosión y disminución de la vida útil de intercambiadores de calor y otros equipos generalmente. Los sistemas de cocombustión indirectos son más complejos y costosos, pero permiten incrementar los porcentajes en que se utiliza la biomasa o combustible secundario. Así mismo es más adecuada para combustibles agresivos o para combustión de residuos que puedan introducir elementos como metales pesados u otros contaminantes en el sistema.
La utilización del combustible secundario (biomasa por ejemplo) reemplazando parte del combustible fósil original en las tan diversas tecnologías puede variar desde soluciones triviales sin apenas necesidad de modificaciones de los sistemas de alimentación y combustión (sistemas directos), a complejas implementaciones (tanto sistemas directos como indirectos) que pueden requerir importantes reformas y costes asociados. Las modificaciones dependerán principalmente de las características de los combustibles, de la tecnología original y los sistemas auxiliares y del grado de sustitución del combustible original que desea alcanzarse.

## Ventajas de la cocombustión
Además de las ventajas ambientales, socioeconómicas y estratégicas propias de la biomasa como fuente de energía renovable, el uso de la biomasa mediante cocombustión implica una serie de ventajas adicionales. Se muestran a continuación las ventajas de sustituir parcialmente un combustible fósil en una instalación existente, frente a la creación de una planta de biomasa exclusiva de potencia equivalente.
- Inversión específica (por unidad de potencia instalada) mucho más reducida que una planta exclusiva de generación con biomasa, debido a que se aprovecha gran parte de la infraestructura de la industria original (la central de carbón, la cementera, el alto horno, etc.).

- Generación eléctrica con mayor rendimiento: habitualmente las centrales de biomasa de pequeña potencia (debajo de 10 megavatios) presentan un rendimiento bajo en la generación eléctrica (18-22%) frente a los grandes grupos de carbón (32-38%) que incluyen tecnologías más eficientes dado su mayor tamaño.

- Flexibilidad en la operación: la cocombustión permite operar al 100% de carga con el combustible original, o bien utilizar biomasa parcialmente de manera que la industria o usuario es flexible y permite aprovechar recursos estacionales sin necesidad de detener la producción en caso de escasez de recurso.

- Es ya reconocido en multitud de países europeos el papel que la cocombusión está teniendo en crear un mercado de biomasa (previamente no existente debido a la ausencia de demanda), y en ganar experiencia en la gestión y uso de la biomasa como combustible.